# Institut für Wirtschaft und Gesellschaft
Das Institut für Wirtschaft und Gesellschaft Bonn e. V. (IWG BONN) war ein privates, sozialwissenschaftliches Forschungsinstitut in Bonn. Das Institut wurde 1977 von dem CDU-Politiker Kurt Biedenkopf und dem Gesellschaftswissenschaftler Meinhard Miegel gegründet und am 30. Juni 2008 aufgelöst. Letzteres wurde bereits im Oktober 2007 angekündigt. Das IWG BONN hat „Fragestellungen aus dem Bereich von Wirtschaft und Gesellschaft wissenschaftlich bearbeitet und für die Praxis aufbereitet“ sowie „das wirtschaftliche und gesellschaftliche Umfeld politischen und unternehmerischen Handelns aufgehellt und dadurch strategisches Planen erleichtert“. Die Arbeit des IWG wird in der Denkwerk Zukunft – Stiftung kulturelle Erneuerung fortgesetzt.
Der Vorstand bestand aus Meinhard Miegel und Kurt Biedenkopf, Geschäftsführerin war Stefanie Wahl.

## Arbeitsweise
Das Institut bestimmte seine Arbeitsprojekte selbst. Darüber hinaus leistete es Auftragsforschung. Gutachten wurden erstellt u. a. für das Bundesministerium für Bildung und Forschung. (BMBF), die Landesregierung Brandenburg, die Bertelsmann Stiftung, den Hauptverband der Deutschen Bauindustrie e.V. sowie das Deutsche Institut für Altersvorsorge. Das Institut finanzierte sich zu etwa zwei Dritteln aus Mitgliedsbeiträgen, die überwiegend von großen Unternehmen stammten. Der Rest waren Einnahmen aus Auftragsforschung.

## Arbeitsschwerpunkte
- Arbeitsmarkt,
- Ausländer- und Migrationsfragen,
- Einkommen und Vermögen, materieller und immaterieller Wohlstand,
- quantitative und qualitative Bevölkerungstrends,
- soziale Sicherungssysteme, Sozialpolitik,
- Staatsfinanzen und föderale Ordnung
- wirtschaftliche und gesellschaftliche Entwicklungen in Deutschland und Europa,
- wirtschafts- und arbeitskulturelle Fragen,
- Wohnungspolitik, Städtebau und Bauwirtschaft.

## Veröffentlichungen
- IWGImpulse: Monographien für breites Fachpublikum zu Arbeitsschwerpunkten des IWG BONN[2]
- IWGaktuell: kostenloser Newsletter[3]